# Эрани, Аннабель
Аннабель Эрани (фр. Annabelle Euranie, род. 4 сентября 1982, Гонесс) — французская дзюдоистка, чемпионка Европы, призёрка чемпионатов мира и Европейских игр.

## Биография
Родилась в 1982 году в Гонессе, дзюдо начала заниматься с 13 лет. В 2003 году стала чемпионкой Европы и серебряной призёркой чемпионата мира. В 2004 году приняла участие в Олимпийских играх в Афинах, где заняла 5-е место. В 2005 году, после того, как она, став чемпионкой Франции, не сумела добиться ничего существенного на чемпионате мира, она решила сменить весовую категорию на более тяжёлую, однако после некоторого времени она в январе 2007 года заявила о прекращении спортивной карьеры.
В сентябре 2013 года Аннабель Эрани вдруг неожиданно для всех вернулась к соревнованиям, завоевав призы на несколько престижных турнирах подряд. В 2015 году стала серебряной призёркой Европейских игр.